# Divide et impera
A latin divide et impera kifejezés, magyarul „Oszd meg és uralkodjǃ”, a Római Birodalom politikai módszerét kifejező elv, mely később többek közt XI. Lajos francia uralkodó mottója is lett.
A módszer értelmében, ha az ellenfelek közül egyeseknek ígérünk bizonyos előnyt, míg másoknak nem, ezáltal az ellenfelek sorai megbonthatóak, az ellenfelek külön-külön könnyebben legyőzhetőek, illetve ellenőrzés alatt tarthatóak.

## Átvitt értelemben
A kifejezést ma átvitt értelemben is használják, pl. az informatikában  egy algoritmusok szerkesztésére vonatkozó olyan paradigma neve is, amely a probléma dekompozícióján és a részproblémák külön-külön rekurzív megoldásán alapul.